# Kilmoganny
Kilmoganny (em irlandês: Cill Mogeanna) é uma pequena vila no Condado de Kilkenny, no sudeste da Irlanda. Seu nome é frequentemente grafado de maneira errônea como Kilmaganny, mesmo em documentos oficiais e placas.